# 和田山料金所

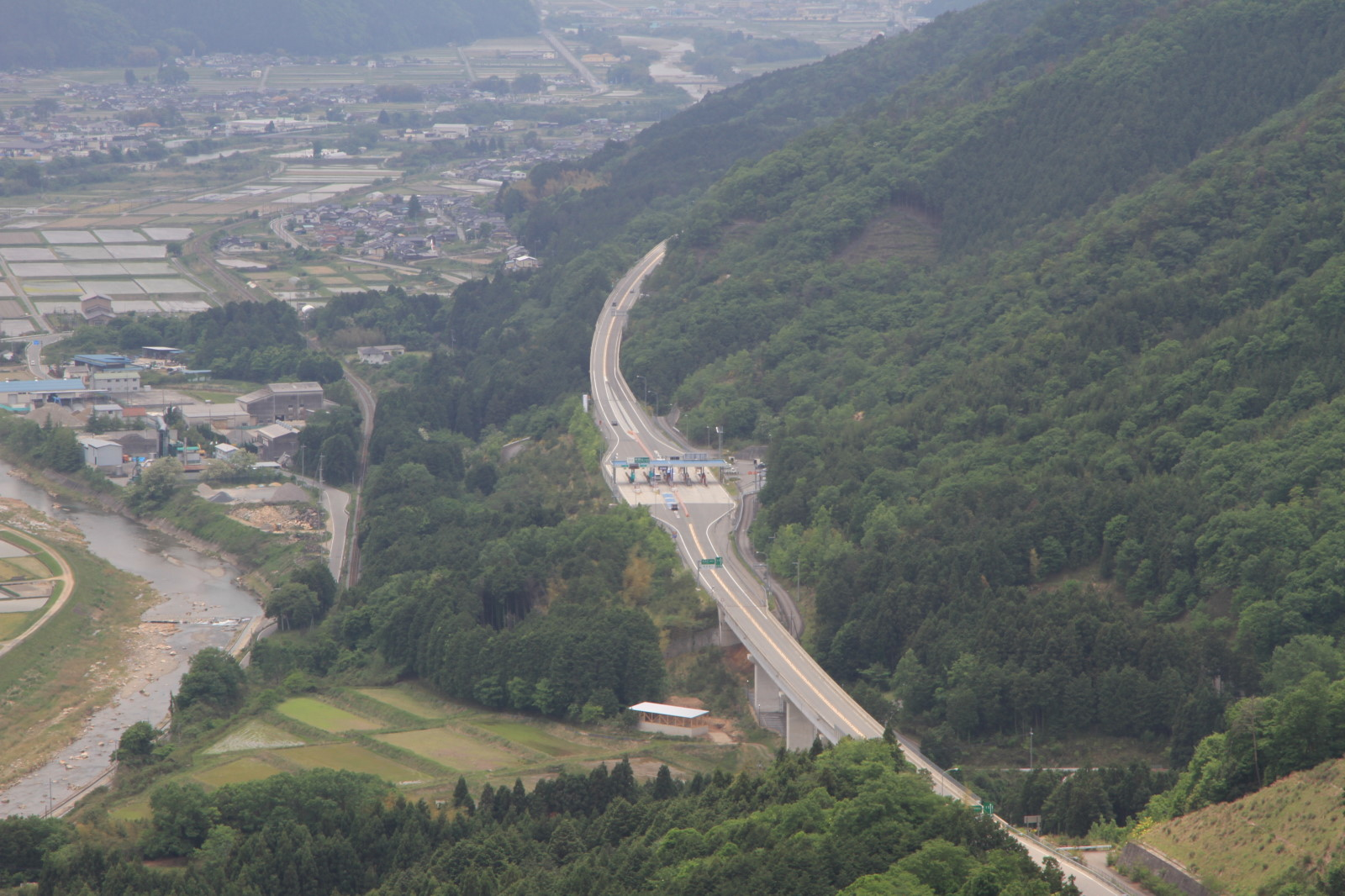
和田山料金所遠景(2011/05)

和田山料金所（わだやまりょうきんじょ）は、兵庫県朝来市にある播但連絡道路の北端の本線料金所。
当初は和田山ICに併設されていたが、接続予定の北近畿豊岡自動車道が無料で建設されることになったことから、北近畿豊岡自動車道の開通を前に約4km南の和田山PA北行き跡地に移転した。

## 所在地
兵庫県朝来市和田山町久世田

## 歴史
- 2000年（平成12年）5月27日：播但連絡道路生野北ランプ - 和田山IC間開通により和田山ICに開設。
- 2005年（平成17年）5月9日：和田山PAの北行きが閉鎖。
- 2006年（平成18年）4月：和田山PAの北行き跡地に移転。
- 2006年（平成18年）6月1日：ETCレーンが開設され、ノンストップ化に対応。

## 料金所施設
- ブース数:6

### 和田山方面
- ブース数：3
  - ETC専用：1
  - 一般：2

### 姫路バイパス方面
- ブース数：3
  - ETC専用：1
  - 一般：2

## 隣
E95 播但連絡道路
(16) 朝来IC - 和田山TB - 和田山PA（南行き） - (17) 和田山JCT/IC